# 摩訶摩訶
『摩訶摩訶』（まかまか）は、1992年4月24日にシグマ（現：KeyHolder）から発売された、スーパーファミコン用コンピュータゲームソフトである。

## 概要
本作品は前世が大きなテーマとなっている。前世と現世のふたつの世界が交差する身近な世界が、摩訶摩訶の世界となる。セーブデータのことを「人生」と呼び、主人公達は霊媒師から自分達の前世を知ることで、前世の姿に変身してその能力を用いる「変身技」が使えるようになる。
相原コージは当初キャラクターデザインのみの依頼を受けてゲーム制作に関わっていたが、ギャグ漫画家として本作が「ギャグRPG」であることから、様々な意見やアイデアを出すようになり、結果的に大小様々な相原考案のギャグやアイデアがゲームに盛り込まれた。ただし相原自身はあくまで「キャラクターデザインのみ」と語っており、多数のバグなどに関しては自身でも「キング・オブ・糞ゲー」と述べている。

## ゲーム内容

### システム
本作は他のRPGでは見られない独特のシステムが用意されている。
前世
主人公達はそれぞれ、TP（一般的なRPGで言うMPに相当）を使用して、前世に変身してその能力を使うことができる。前世の能力を使うには霊媒師から前世を教えてもらう必要がある。

### 戦闘
戦闘方式はサイドビューのターン制である。戦闘参加人数は最大で6対4である。敵味方ともに戦闘時のアニメーションが豊富に用意されている。

#### 属性
属性は4つに大別される。弱点を突くとダメージが増加する。
- 熱さ
- 寒さ
- 電気
- 精神

#### 状態異常
グロッキー
HPが尽きて行動不能になった状態。戦闘終了時も自動回復しない。また、移動中に毒などでHPが尽きた場合でもグロッキーになる。グロッキーになった時の文章はキャラ毎に用意されている。
毒・猛毒
HPが減少していく。
ほねぬき（骨抜き）
攻撃力が低下する。女性はかからない。
ゆだん（油断）
守備力が低下する。
まひ（麻痺）
数ターン行動不能になる。
風邪
時々攻撃できなくなる。

### アイテム
アイテムの所持枠は装備品を含めて1人につき9種類まで。消耗品は1枠で複数持てる。

#### 装備品
装備箇所は武器、防具、小物I・IIの合計4個所である。
武器
攻撃力を上げる。攻撃射程が長い物、追加異常を与えるものがある。
防具
守備力を上げる。反則的な性能の防具も存在する。
小物
さまざまな能力を上げる。特定の属性に対する耐性や弱点を付加するものもある。

#### 消耗品
くすり（薬）
HPを回復する。イベントで必要になる場面もある。
炊飯ジャー
全員のHPを全回復する。
おふだモチ
TPを回復する。
解毒剤
毒を治す。
せきどめ（咳止め）
風邪を治す。
びんびんだま
グロッキーを治す。ジョニー曰く、中国3000年の秘薬との事。
こたつ（炬燵）
全員のHPとTPを全回復する。
メビウスのつぼ
ダンジョンや城などから一瞬で脱出する。
金の延べ棒
買値と売値が同じ。所持金をあらかじめ金の延べ棒にしておくことで、全滅の被害を軽減する事が出来る。
くさや
しばらくの間、エンカウントを防止する。
ラジコンカー
ダンジョン内で周囲を見渡せる。また、特定のバグを解除する効果もある（後述の『バグについて』参照）。イデアの日ではボツアイテムになった。

#### イベントアイテム
携帯電話
預かり所を呼べる。使用回数は無制限。

### その他
二重底の宝箱
宝箱を開けた場合、もう一度調べると更にアイテムが入っているものがある。
毒地形
本作では毒地形に入るとダメージを受け、さらに毒状態にされる。

### バグについて

#### 転送バグ
ダンジョンの階段で移動した時に、本来移動するはずの場所と全く関係のない場所へ転送されてしまうという凶悪なバグ。大体の場合は転送先から身動きを取れなくなる。しかし少なからず対処法が無いわけではないので、以下に具体的な対処法を記述する。
- 最短ルートを通らず、遠回りをして階段へ行く。

原因は不明だが、特定のダンジョンでは最短ルートで移動をするとほぼ確実にこのバグが発生する。逆に遠回りや足踏みをして進めばバグは発生しないため、回避可能。
- アイテムのラジコンカーを使用する。

ラジコンカーを使用すると、正規の移動場所へ戻れる。逆に、如何なる時もバグが発生しても良いように、ラジコンカーを常に多めに所持しておくことを推奨される。
- アイテムのメビウスのつぼを使用する。

通常通りフィールドへ抜け出すことが可能。

#### 守備力バグ
装備品を除いた守備力の値が128〜255の範囲になった時に守備力が強制的に0〜3に下がってしまうという凶悪なバグ。対象者は、主人公・ガールフレンド・ジョニーの三名。主人公・ガールフレンドは徒歩、ジョニーは階段の昇降によりランダムで内部的にバグが発生し、その後の装備変更で低下した守備力が反映される。ただし、0〜3に下がる他に255に上がるケースもあり、その場合は大幅な守備力強化が可能。最も強化か弱化の二択であるというのが実情である。一応バグが内部的に発生した後に、装備変更を行わなければ、低下した守備力が反映されないのだが、武器や小物の装備変更も不可能になるので、大変不便。
以下に、具体的な守備力の強化手順を記述する。大原則として、強化させたいキャラの装備を外した際の守備力を常に把握しておく事。知らぬ間に、バグにより守備力が低下していた場合は強化不可能。この方法が有効なのは、主人公とガールフレンドのみでジョニーはシナリオの都合上基本的には不可能。
1. 主人公・ガールフレンド（以下対象者と記す）の装備品無しの守備力が128以上になった後、速やかに霊媒師の元へ行く。失敗を防ぐ為に、あらかじめ守備力127以下のデータのバックアップを残しておくと良い。
2. 霊媒師の前で対象者の装備を変更してみる。現状の守備力と同じ（128以上）ならばセーブ。守備力が0〜3になったら失敗。諦めるか、守備力127未満のデータのバックアップがあれば、手順1.から行う。この時点で守備力が255になった場合もそのままセーブを行い、手順6.から行う。
3. 徒歩（1歩でよい）を行い、装備の変更を行う。
4. 現状の守備力と同じならば手順3.に戻る。守備力が0〜3になったら失敗。リセットして、手順3.に戻る。守備力が255になった場合、速やかに霊媒師の元に行く。
5. 霊媒師の前で対象者の装備を変更してみる。守備力が255のままならセーブを行う。守備力が0〜3にひっくり返ってしまったら失敗。リセットして、手順3.に戻る。
6. 速やかにレベルを1上げて、守備力を256以上にする。（トメ狩り推奨）
7. 装備を変更して、守備力が256以上のままであれば、強化完了。守備力が『0〜3＋先程のレベルUPでの守備力上昇分』になったら、失敗。その場合はリセットして手順6.から。

#### 変身不可バグ
フィールドでの変身技（前世技）が、主人公の変身技に差し変わってしまうというバグ。ウルウルBに至っては、フィールドでの変身技を全く使えない。また、主人公自身も状況によっては表示される技がおかしくなり（ガールフレンドの技「マグマボール」「カゼナオール」が表示されおかしくなる事が多い）使えなくなるケースがある。

#### スタッフロール
エンディングでスタッフロールが流れるがバグっており、文字が欠けていたり、スタッフとは関係ない名前が流れていたりなどと全く読めない。

## 設定

### ストーリー
世界的な科学者の一人、マカマカ博士は自分の科学力が世間に認められない事を妬み、山ごもり先の山で薬を開発、自分で実験した結果、博士は恐ろしい能力を身につけた。その翌日から彼は姿を消し、秘密結社「マカマカ団」を結成。手始めに主人公の住むふるさとタウンにビームを放ち、主人公の両親をミジンコにして街の破壊に成功した。両親を元に戻そうとするため、主人公はヒロインの父で科学者のパスカル博士を追い旅に出る道中、美の価値観が正反対の島で一番の美人、懐石とは無縁のフライ料理を振る舞う板前、ギャングのリーダー、果ては訳あってスケバンになっている男、ダンボールを被り世界を放浪する旅人、助けを求めて呼んだスーパーヒーローの息子と、一癖も二癖もある連中達とマカマカ団を倒そうとするのであった。

### 世界観
通貨単位は「シルバー」。当時はポケベルが主体であった時代に携帯電話が既に普及していたり、交通機関として飛行機が存在していたりなど、科学的にはかなり発達している。

### 人々と施設
霊媒師
主人公たちに前世を教えてくれる。また、セーブもしてくれる。ダンジョン内にいることがある。
預かり所
アイテムを預かってくれる。預けたアイテムは種類ごとに分類される。シルバーを預けることはできない。
鑑定屋
アイテムの効果を無料で教えてくれる。更に有料でアイテムの力を引き出してくれる。

## 登場人物

### 主人公とその仲間たち
主人公
ふるさとタウンに住む普通の少年。名前と必殺技名（実際にはクリティカルヒットが出たときの掛け声）はプレイヤーが決める。デフォルト名はそれぞれコルム、「コルムのじひぶかいいちげき」。マカマカ博士の狂気に満ちた実験の副産物によりミジンコに姿を変えられてしまった両親を元の姿に戻すべく旅に出る。
前世は3億年前に栄えていたシャバシャバ族のシャルム王子。氷属性の技を主に使う他、ダメージが相手の防御力・耐性に左右されない剣を使用する変身技や、自分より弱い敵を一撃で倒す強力な変身技を使用することができる。ある程度だが補助技も使用可能。
武器は剣および斧、防具はジャンパー。
攻撃・守備ともに平均以上だが、バグにより物語が進むに連れて防御力が一桁に下がってしまうという被害を受けることになるが、主人公のため基本的にパーティーから外す事ができずバグの結果苦戦するケースもある（後述の『守備力バグ』参照）。
説明書のキャラクター紹介や、オープニングの夕食時では何かと喋っているが、それ以降は一切喋らない。変装していたシンシアに対しては「へ?」と戸惑いの声を発していたものの、基本的に「……」や「!!!」、「???」などの記号でのみ表現される。
グロッキー(戦闘不能)になった時のメッセージは「○○（主人公名）はもうたたかえない…」。
ガールフレンド
ふるさとタウンに住む主人公の恋人。主人公と同じく名前はプレイヤーが決める。デフォルト名はエル。主人公とラブラブ（死語）で、きゅうのすけという九官鳥を伝書鳩代わりにして主人公と手紙のやり取りをしている。
前世は3億年前に栄えていたニャバニャバ族のレミア姫。回復や戦闘補助の技をメインに使える他、炎を用いた攻撃技も使用できる。
飛行機事故で行方不明となった父親と主人公を追ってきたのだが、どのようにして追ってこられたのかは謎のままである。
武器は新体操で使うリボンで、グループ攻撃が可能な物もある。防具はドレスで、あることをすると「ぱわぁどドレス」という強力な防具が手に入るが、これの効果も序盤においてはバランスを崩壊させる可能性があるレベルである（更に強力なIIがある町で売られているが、その価格故に終盤にならないと入手できない）。主人公同様、守備力バグが発生する。
クリティカルヒットの掛け声は「わ〜い、ラッキー!」、グロッキーになった時のメッセージは「○○（ヒロイン名）はもうだめ…」。
ジョニー
常にダンボール箱を身に付け世界を放浪するナイスガイ。
前世は放浪の哲学者キラクデス。序盤では貴重な回復技を使うことができるが、バグにより移動中は使用できないため本来の力を発揮できない。
武器は投げナイフで、武器によってはグループ攻撃が可能な物もある。防具は箱。防御コマンドの代わりに指定した仲間を敵の攻撃からかばうコマンドがある。加入当初は頼りになるが、全能力が低めで前世技も他のキャラの劣化版が多く、最弱キャラ。防具こそ終盤に高性能なものが手に入るが、守備力バグが発生する。
バグか仕様かは不明だが、正規の方法では最強武器「手裏剣ナイフ」を入手することができない。
クリティカルヒットの掛け声は「フッ、あいてがわるかったな!」、グロッキーになった時のメッセージは「ジョニーはボロクズになった…」。
マサ
世界一の板前を目指して修行の旅を続ける江戸っ子オヤジ。しかし主人公達にご馳走してくれた手料理はエビフライと思われるものやウインナーと思われるものばかりで、とても世界一の板前を目指す男の手料理ではなかった。
前世は流浪の侍「狂四郎」。物理属性の大ダメージを与える技を使えるが、終盤では通常攻撃の方がダメージが大きくなる。
武器は包丁で、特殊な攻撃方法は無く敵一体を対象とした物ばかりだが、その分攻撃力は高い。ただし中盤辺りから刀の名前を付けた包丁が登場し、終盤では本当に刀を持って戦う事になる。防具はステテコ。
クリティカルヒットの掛け声は「どんなもんでい!」、グロッキーになった時のメッセージは「マサはもえつきた…」。
ウルウルボーイ
ウルウルマンの息子で、ウルウル星の王子。名前の通り常に泣いている。ゲーム中では表示文字数の関係もあり、名前は「ウルウルB」となっている。
前世は奥さん（ウルウルクイーン）に完全に頭が上がらないカカア天下のウルウルキング、電撃攻撃を中心に多彩な変身技を使うことができる。しかしレベルアップによって習得するフィールドバリアは物理属性魔法以外の攻撃を完全に遮断するためゲームバランスを崩壊させている。
武器はグローブ、防具はズボン。防御コマンドの代わりに1グループに火属性ダメージを与えるシュパパ光線（表記は「シュパパ」）が使えるが、シュパパ光線は自らの体力を若干消費する上に威力も低いため活用できる場面は限られる。バグのせいで全員の中で唯一、移動中に前世技が使えない（後述の『変身不可バグ』参照）。
クリティカルヒットの掛け声は「たしかなてごたえです!!」、グロッキーになった時のメッセージは「ウルウルボーイはホシになった…」。
ミッチー
スケバン。実は男なのだが、とある事情で女になっている。
前世は看護婦のナスターシャ。看護婦だけあって、戦闘中は回復系のスペシャリストとして活躍する。味方では唯一戦闘不能になったキャラを復活させる技を使うことができる。
武器はスケバンらしくヨーヨー、防具はセーラー服。ララという女性に恋する。
クリティカルヒットの掛け声は「テメーらゆるさねぇ〜!」、グロッキーになった時のメッセージは「ミッチーはたてなくなった…」。
シンシア
美しさの概念が通常と逆の南国の島で育った最も美しい王女（つまり物凄く醜い顔の王女である）。
前世は島一番のスモウレスラー千代の姫。使用できる技はマサの技と性能が似たものが多いが、シンシアは補助系も使用可能。
見た目どおり攻撃力はゲーム中最強クラスだが、武器が装備できないので最終的にはマサに劣る。防具は腰みのだが、肌の露出度が高いため防御力が低い傾向にある。
クリティカルヒットの掛け声は「どすこ〜い!!」、グロッキーになった時のメッセージは「シンシアはもうやくたたず…」。
マイケル
モンテシカゴを取り仕切るギャングのリーダー。
前世は同じくモンテシカゴのギャングのリーダー「ビトー・コルネオーレ」。銃を使用する技のほか、強さに関係なくザコ敵を一撃で倒す「ひっさつショット」、確実に戦闘から離脱できる「ひきあげ」といった特殊な技が使える。
武器は銃で、物によっては敵全体を攻撃できるものもある。防具はスーツ。最強の武器は上記の全体攻撃の物であり使い勝手の良い分、終盤では変身技を使う必要が無くなっていく。
クリティカルヒットの掛け声は「うんのわるいヤツだ…」、グロッキーになった時のメッセージは「マイケルはたたなくなった…」。

### マカマカ団

#### 支配者
マカマカ
マカマカ団総統。大勢の部下を従える。昔は一人の科学者であったようである。マカマカは赤ん坊姿でもかなり強敵だが、追い詰められると本気を出して巨大化する。

#### マカマカの手下達
グルメ姫
オオグイ大王の妹。おいしい物に目がなく、マカマカの手下のコックが作った人間コロッケを食べている。
オオグイ大王
グルメ姫の兄。大食漢の男で、豚が大好物。
デカイケン
怪奇城の地下に潜む、巨大なフランケンシュタイン。ヒサンサ村を襲った。腕や胴体はあるようだが、戦闘時は顔だけである。本作発売前のTVCMでは一番目立っていた。
はりてババア
その名の通り張り手が得意の老人。張り手を受けた者は顔が腫れる。その張り手で空を飛ぶ事も可能。
ラモーヌ
男がかぶると女になったり戻ったりする滝に城を構え、近くの町の住人を女に変えて支配している女。大の男嫌い。
鼻男
鼻に手足が生えたかのような姿の怪人。妖精に化け、来る者を腑抜けにしている。
バセラン
マカマカ団の妖術師。クリスティーヌ王女に化けている。
ドラキュエ
魔の谷の入り口を守る吸血鬼。にんにく大明神の元に女に化けたキツネを送ったり、人々の血を吸っている。
ネババ
魔の谷の一角で前世の研究をしている霊媒師。ガールフレンドに間違った前世を教えて洗脳する。

#### 用語
ミジサイバー改造計画
人々をミジンコに変えてしまうという恐ろしい計画である。

### 前世の世界の人々
ガロン
シャバシャバ族の王。反戦主義者で、長引く戦争に疲れを感じている。
シャルム
シャバシャバ族の王子（主人公の前世）。
サジ
シャルムの部下。
ドーリャ
ニャバニャバ族の王。
レミア
ニャバニャバ族の王女（ガールフレンドの前世）。
ビドー・コルネオーレ
マイケルの前世。そのビジュアルは『笑っていいとも!』の司会者にしか見えないらしい。
ナスターシャ
ミッチーの前世で看護婦。コルネオーレとは恋仲にあったようである。
実は男性ではないかと疑う町民がいるが、ゲーム内で真相が明かされることはない。
狂四郎
マサの前世であった侍。名刀「正宗」を使いこなす極意を身につけている。
ウルウルキング
ウルウルボーイの前世。妻には頭が上がらない。
キラクデス
ジョニーの前世である、放浪の哲学者。いつも「ゼウスの箱」を身につけている。
千代の姫
シンシアの前世で、南国城の王女にして最強のスモウレスラー。シンシア同様、島の住人からは最も美しいと言われているが一般人のセンスで言えば最も不細工である。

### その他のサブキャラクター
パスカル
ガールフレンドの父。
サイエンの町で開かれる世界化学者会議に向かう。
セラ
南国島に住む少女。一般的な美的センスで言えば島一番の美少女だが、島の住人にとっては最も不細工とされている。動物と話をする事が出来て、更にその能力を与える事も出来る。火の鳥とも仲が良い。
アルキメデス
パスカルの友人。パスカルとはよく暗号文で手紙のやりとりをしている。
タキじいさん
テラの湖で魚の養殖をしている老人。
魚で橋渡しも出来る。当初はグルメ姫に囚われていた。
ウルウルマン
宇宙の平和のために戦い続けたヒーロー。ウルウルボーイの父。
ドンブリくん
名前通り頭部がドンブリ。いつも寝ているがきれいな音楽には目がない。
おにくまラッド
モンテシカゴの闘技場で挑戦者を待つ格闘家。
ララ
ミッチーが恋した女性。ララも想いを寄せていたことが明らかになる。
ウメばあさん
温泉好きの老人。
ヤン
マカマカ博士の友人で、昔ともにある研究を行っていた。
クリスティーヌ
ニュークイーンの街の女王。

## スタッフ
- エグゼクティブ・プロデューサー：むらかみむつみ
- ディレクター：えびたいしょう
- シナリオ：戸田博史
- キャラクター・デザイン：相原コージ
- サウンド・アーティスト：知久光康 (J-WALK)
- ゲーム・デザイン：おびゃななほど
- メイン・プログラム：コルム
- バトル・プログラム：バブツトム、うるとらのハハ
- イベント・プログラム：フラッシュシロクマ、らいむ
- データ・ワーク：スポチョロピンはなだ、ファマスはらだ、くるむ、ぜっせいのびぢょヒロサワ
- グラフィック・デザイン：マースさえきソールベストジャパン、そうどふぁうすと、ミハエルおばな
- 効果音：くすのき
- エディット：すがわらすえお

## 評価
ゲーム誌『ファミコン通信』の「クロスレビュー」では、6・5・5・4の合計20点（満40点）、『ファミリーコンピュータMagazine』の読者投票による「ゲーム通信簿」での評価は以下の通りとなっており、21.11点（満30点）となっている。この得点はスーパーファミコン全ソフトの中で128位（323本中、1993年時点）となっている。また、同雑誌1993年8月情報号特別付録の「スーパーファミコンオールカタログ'93」では、「敵キャラがあやしい」、「異色まんが家の相原コージがキャラデザインを担当した、あやしいキャラと独特な雰囲気に包まれた世界観がウリ。両親をミジンコにされた主人公が、ガールフレンドと共にマカマカ団の陰謀と戦うユニークなRPG」と紹介されている。
| 項目 | キャラクタ | 音楽 | 操作性 | 熱中度 | お買得度 | オリジナリティ | 総合  |
| 得点 | 3.94       | 3.46 | 3.30   | 3.59   | 3.18     | 3.64           | 21.11 |

## 関連書籍
- ケイブンシャの大百科別冊 『スーパーファミコン必勝法スペシャル 摩訶摩訶』（勁文社）
  - 1992年7月3日初版　雑誌コード 63552-45